# Tommaso Maria Ferrari
Tommaso Maria Ferrari (Maduria, 20 de novembro de 1647 - Roma, 20 de agosto de 1716) foi um cardeal do século XVIII.

## Biografia
Nasceu em Maduria (atual Casalnuovo) em 20 de novembro de 1647. O mais novo dos seis filhos de Francesco Ferrari e Vittoria Bruni. Seu nome de batismo era Pier Agostino. Os outros irmãos eram Alfonso, Giovanni, Vincenzo, Giovanna e Anna Lucrezia.
Após os estudos iniciais sob a orientação do tio paterno e do Padre X. Troiani, OP, ingressou, aos quinze anos, na Ordem dos Pregadores (Dominicanos) no Convento dos Ss. Rosario em Manduria, e tomou o nome de Tommaso Maria. Mudou-se para Lecce, na Puglia, para fazer o noviciado no convento de Ss. Anunciata. Durante o primeiro ano, dois de seus irmãos, que também haviam ingressado na Ordem Dominicana, morreram durante o noviciado, seus pais pediram que ele abandonasse a vida religiosa e voltasse para casa, mas ele recusou. Em 1663, fez os votos religiosos e concluiu brilhantemente os estudos secundários sob a orientação do padre Giovanni Pietro Galatola. Manifestou aos seus superiores o desejo de frequentar os estudos de teologia num mosteiro onde os alunos dessa faculdade não estivessem isentos da observância exata da disciplina monástica. Assim, o Arcebispo Gabriel Adarzo de Santander de Otranto obteve dos superiores a permissão para Tommaso Maria entrar no Convento Dominicano de S. Maria della Sanità em Nápoles. Ali, sob a orientação do padre Filippo Maria Tarantino, OP, deu tão cedo e brilhante demonstração de sua erudição que, em 1672, foi enviado pelo prior para cumprir o curso regular regularratio studiorum em Roma, onde o Superior Geral da Ordem Dominicana, Juan Tomás de Rocaberti, e um painel de teólogos o examinaram longamente para finalmente nomeá-lo leitor de filosofia e teologia.
Ordenado (sem mais informações encontradas). Em 1673, foi nomeado leitor de filosofia no convento de S. Tommaso, em Nápoles, onde também ocupou o cargo de mestre de alunos. Em 1677, realizaram-se as assembleias gerais da sua Ordem em Roma (ocasião em que cada um dos provinciais das diferentes regiões da Europa levava consigo os membros mais talentosos das suas comunidades para travar uma disputa teológica pública), o Provincial de Nápoles escolheu o Padre Tommaso Maria para este teste. Nessa ocasião discutiu os temas propostos com tanta habilidade que, por aclamação, obteve o título de doutor em teologia e seu nome foi inscrito no número dos doze mestres de sua congregação. Em 1678 foi nomeado professor bacharel de teologia no mesmo Collegiode S. Tommaso, do qual, em 1680, tornou-se moderador das disputas doutrinárias, cargo que foi renovado no triênio. Mas em 5 de julho de 1685 o Procurador Geral o nomeou regente no convento de San Domenico em Bolonha, que na época constituía um dos mais importantes centros de estudos da Ordem Dominicana. Durante sua estada em Bolonha, manteve relações amistosas com o legado papal, o cardeal Antonio Pignatelli (futuro Papa Inocêncio XII), que persuadiu o Papa Inocêncio XI a nomeá-lo em 1º de novembro de 1688 Mestre do Sagrado Palácio Apostólico. Ele também foi pregador apostólico interino do Palácio Sagrado durante a doença do pregador. Por causa de sua nova posição, ele estabeleceu laços estreitos com o papa Inocêncio XI, cujo rigor em matéria de doutrina era muito adequado ao seu. Nesse mesmo período, tornou-se amigo de outros prelados importantes como Prospero Lambertini, futuro Papa Bento XIV; Cardeais Girolamo Casanate e Lorenzo Casoni; e o padre teatino Giovanni Maria Tommasi, cuja atitude decididamente hostil à Companhia de Jesus na época lhe rendeu a acusação de jansenismo. Manteve também boas relações com o general dos jesuítas, padre Tirso Gonzalez, que, em 1690, o escolheu como árbitro para resolver uma questão de ordem teológica que o opunha a seus irmãos, por causa de sua intransigente atitude antiprobabilista. De 1689 a 1692, participou assiduamente dos trabalhos da SS.CC. do Índex e do Santo Ofício, e quanto às questões dos ritos chineses, do probabilismo e do jansenismo, tomou, sobre a última questão uma atitude conciliadora e tentou defender por todos os meios alguns personagens notáveis, acusados pelos membros mais conservadores da Cúria Romana de serem seguidores da doutrina de Jansen como o padre dominicano francês Noel Alexandre, o padre agostiniano italiano Enrico Noris, futuro cardeal, e Pierre Codde, vigário apostólico da Holanda. Em 1692, foi eleito membro da Academia Arcádia com o nome de Filarete Nutino.
Criado cardeal sacerdote no consistório de 12 de dezembro de 1695; recebeu o gorro vermelho e o título de S. Clemente, a 2 de janeiro de 1696. Foi membro da SS.CC. do Santo Ofício, do Índice, dos Bispos e Regulares e dos Ritos. Nomeado prefeito da SC do Índice em 1700, ocupou o cargo até sua morte. Em 1699 fez parte da comissão chamada para examinar o livro de François Fénelon, Explication des maximes des saints sur la vie intérieure , cuja obra acabada, sobretudo a mando de Girolamo Casanate e apesar de uma oposição disfarçada do cardeal Ferrari terminou com uma condenação da doutrina teológica nele contida: Quietismo. Participou do conclave de 1700, que elegeu o Papa Clemente XI. Em 1701, fez parte da comissão composta pelos cardeais Enrico Noris, Galeazzo Marescotti, Giovanni Maria Gabrielli e Giuseppe Spinelli, formada para estudar a compatibilidade do culto católico com os ritos chineses. Enquanto esta questão tinha, desde o século XVI, visto fortes posições opostas entre dominicanos e jesuítas: os primeiros, defensores implacáveis da ortodoxia católica mesmo em seus aspectos cultuais; a segunda, aberta a uma atitude de tolerâncias mais elásticas e tácticas. O trabalho desta comissão, que se prolongou por três anos, e ao qual o Cardeal Ferrari deu uma importante contribuição para a redação de um volumoso manuscrito, paradigmaticamente intitulado Responsa theologica super quaestionibus de ritibus Sinicis, só terminou em 17 de janeiro de 1704. Nessa data foi emitido um decreto que condenava como idólatras os católicos chineses que obstinadamente continuavam a professar a fé católica com tradições e rituais locais. O conteúdo da obra do Cardeal Ferrari foi, quase literalmente, incluído pelo Papa Clemente XI na bula Ex illa die emitida em 1707. Ele foi camerlengo do Sagrado Colégio dos Cardeais de 14 de janeiro de 1704 até 26 de janeiro de 1705.
Ele estava envolvido em uma questão de caráter teológico de fundamental importância. Com a bula Universi de 15 de julho de 1708, o Papa Clemente XI havia, de fato, condenado a obra do oratoriano francês Pasquier Quesnel, Le Nouveau Testament en françois avec des réflexions morales sur chaque versot , publicada pela primeira vez em 1671, com o título Abrégé de la morale de l'Evangile, e depois aumentou gradualmente para o monumental com uma reimpressão parisiense de 1673, por supostamente conter proposições de caráter jansenista. Mas alguns anos depois dessa disposição, o Papa Clemente XI, sob pressão de alguns dos maiores expoentes do clero francês e do mesmo rei Luís XIV, que temia um renascimento da teologia jansenista, após observar que o trabalho de interdição formal não havia parado Com a difusão na França e na mesma península italiana (onde o livro de Quesnel era amplamente tido como imune a erros), uma nova comissão achou por bem reunir com mais exatidão as proposições a serem condenadas, sem prejuízo, por outro lado, de a condenação de todo o texto. Entre os membros dessa comissão estava o Cardeal Carlo Agostino Fabroni,
Os cardeais Fabroni e Ferrari discutiram quase imediatamente. A intolerância do primeiro opôs-se frontalmente à moderação de julgamento do cardeal Ferrari. Estes, de fato, tendiam a condenar resolutamente, em seus relatórios submetidos ao Comitê, todas as proposições de Quesnel que enfocavam as difíceis questões da graça de Adão e o homem caído da graça, a diferença entre a velha economia e a da nova aliança, sobre o funcionamento da fé e sua relação com outras virtudes teologais, excluiu com convicção a suspeita de heresia de todas as outras proposições das Réflexions moralesque dizia respeito a pontos mais fáceis de entender e de interesse mais imediato para os fiéis: se bastasse para fazer valer a ação o motivo consiste nas penas do inferno; a necessidade de todos os cristãos lerem as Sagradas Escrituras; a oportunidade de adiar a absolvição do penitente não totalmente reconciliada; a possibilidade de condenações injustas da Igreja, como não ser ratificado por Cristo; e a exclusão do mal da comunhão eclesial. Contra todo o corpus de proposições derivadas da obra de Quesnel, o Cardeal Ferrari aconselhou não processar oitenta e seis delas, enquanto as conclusões do Comitê (que deu origem à bula Unigenitusde 8 de setembro de 1713) excluiu apenas cinquenta, cento e um foram de identificação como abertamente herético. A condenação de Quesnel contida na Bula Papal, porém, fez, sobretudo na França, não só reacender a polêmica, que perdurou por toda a metade do século XVIII, como também sua difusão em área crescente. A Sorbonne, o Parlamento da capital francesa, e também uma maioria qualificada da Assembleia do Clero Galicano, encabeçada pelo Arcebispo de Paris, Louis-Antoine de Noailles, de fato, recusou-se a aceitar o conteúdo do Unigenitus , afirmando que o ensinamentos das Reflexõesperfeitamente convergentes com os dos Padres da Igreja. Diante dessa recusa, o Papa Clemente XI foi obrigado a reunir, em março de 1714, uma nova comissão, encarregada de estigmatizar o comportamento do clero ultramontano. Nela participaram o jesuíta Gian Battista Tolomei, o capuchinho Francesco Maria Carini, o sobrinho do papa, Annibale Albani, e novamente os cardeais Fabroni e Ferrari. Nesta ocasião, o Cardeal Ferrari colocou-se à frente da ala mais tolerante da comissão, tentando trabalhar com seus colegas para moderar a reação do Papa contra os bispos da Assembleia francesa, propondo ao Papa Clemente XI enviar-lhes uma carta conciliatória Apresentação. Tal mediação não impediu, mesmo que momentaneamente, que em sua reunião de 27 de julho de 1716,Pastoralis offici . Mas apenas dez dias antes daquela vitória efêmera do partido moderado, a relação entre os cardeais Ferrari e Fabroni havia se deteriorado irremediavelmente. Em sua reunião de 11 de julho de 1716, este último ousou de fato questionar publicamente a ortodoxia do cardeal Ferrari e afirmar que sua obra era formalmente suspeita de heresia. O golpe desferido no cardeal Ferrari por esta acusação fez com que abalasse ainda mais sua já precária condição física, comprometida pelo grande volume de trabalho dos últimos anos e por um rigoroso regime de jejum e penitência corporal, levando-o à morte em Roma, em 20 de julho de 1716, enquanto escrevia um pedido de desculpas para responder às acusações do cardeal Fabroni.
Manteve durante seus anos como cardeal uma extensa correspondência diplomática, político-religiosa e cultural com governantes católicos europeus e algumas personalidades do mundo das letras internacional, que continuou até sua morte. Entre seus correspondentes estavam os imperadores Leopoldo I, José I e Carlos VI; Rei Augusto da Polônia; D. João V de Portugal; Rei Luís XIV da França; e o beneditino Jean Mabillon, que dedicou ao cardeal seu Indiculum Institutionum veterum Patrum.
Morreu em Roma em 20 de agosto de 1716, às 20h30, Roma. Exposto na igreja de S. Sabina, em Roma, onde se realizou o funeral, e sepultado nessa mesma igreja (1) . Há uma rua com o seu nome em Manduria.